# Dire Dawa Railway FC
El Dire Dawa Railway FC es un equipo de fútbol de Etiopía que juega en la Liga etíope de fútbol, la liga de fútbol más importante del país.

## Historia
Fue fundado en la ciudad de Dire Dawa con el nombre Medr Badur como el club que representa a la empresa ferroviaria de Etiopía, logrando su primera título de liga en la temporada de 1977, único título de liga con el que cuenta hasta el momento.
Cuando se dio la independencia de Eritrea en 1998, el club cambió su nombre por el que tienen actualmente, aunque su aparición en la nueva liga fue apenas de una temporada en el año 2002/03. Han estado a la sombra de los equipos fuertes de Dire Dawa como el Cotton FC y Ethio-Cement FC.
A nivel internacional han participado en un torneo continental, en la Copa Africana de Clubes Campeones 1978, en la cual fueron eliminados en la primera ronda por el Al Tahaddy Benghazi de Libia.

## Palmarés
- Liga etíope de fútbol: 1

1977

## Participación en competiciones de la CAF
| Temporada | Torneo                            | Ronda | Club                | Casa | Visita | Global |
| --------- | --------------------------------- | ----- | ------------------- | ---- | ------ | ------ |
| 1978      | Copa Africana de Clubes Campeones | 1     | Al Tahaddy Benghazi | 3-2  | 1-3    | 4-5    |